# Clayton Stanley
Clayton Iona Stanley (Honolulu, 20 gennaio 1978) è un ex pallavolista statunitense.
Giocava nel ruolo di opposto.

## Palmarès

### Club
- Campionato greco: 2

2003-04, 2004-05
- Campionato russo: 3

2006-07, 2008-09, 2009-10
- Coppa di Grecia: 2

2004-05, 2005-06
- Coppa di Russia: 2

2007, 2009
- Supercoppa greca: 2

2004, 2005
- CEV Champions League: 1

2007-08

### Nazionale (competizioni minori)
- Coppa America 2007

### Premi individuali
- 2003 - Campionato nordamericano: MVP
- 2005 - Champions League: Miglior realizzatore
- 2005 - Champions League: Miglior servizio
- 2005 - Liga Superior portoricana: Offensive Team
- 2006 - Champions League: Miglior realizzatore
- 2007 - Campionato nordamericano: Miglior servizio
- 2008 - Qualificazioni ai Giochi della XXIX Olimpiade: Miglior servizio
- 2008 - Champions League: MVP
- 2008 - Giochi della XXIX Olimpiade: MVP
- 2008 - Giochi della XXIX Olimpiade: Miglior realizzatore
- 2008 - Giochi della XXIX Olimpiade: Miglior servizio
- 2010 - Champions League: Miglior servizio della Fase a gironi
- 2010 - Campionato mondiale: Miglior servizio
- 2010 - USAV: Pallavolista maschile statunitense dell'anno
- 2011 - USAV: Pallavolista maschile statunitense dell'anno
- 2012 - Qualificazioni nordamericane ai Giochi della XXX Olimpiade: MVP
- 2012 - World League: Miglior servizio